# Marcos Suzano

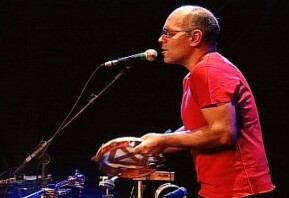
Marcos Suzano

Marcos Suzano (* 1963 in Rio de Janeiro) ist ein brasilianischer Perkussionist.

## Leben
Bereits während Suzanos Studiums der Wirtschaftswissenschaften entstand unter dem Eindruck der Karnevalsumzüge in Rio de Janeiro sein Interesse für Perkussionsinstrumente. Er begann Surdo und Cuíca zu spielen. Nachdem er Jorginho do Pandeiro gehört hatte, brachte er sich schließlich das Instrument Pandeiro bei, das zu seinem Hauptinstrument wurde.
Nach dem Abschluss seines Studiums und während einer anschließenden Berufstätigkeit in einer Bank beschloss er, sich ganz der Musik zu widmen, und spielte er in der Gruppe von Paulo Moura. Weitere musikalische Engagements hatte er mit und bei Zizi Possi, Água de Moringa, Marisa Monte, Zé Kéti, Gilberto Gil, Aquarela Carioca und Ney Matogrosso. 1993 nahm er mit Lenine das Album Olho de Peixe auf.
Suzanos erstes Soloalbum Sambatown erschien 1996, sein zweites Album Flash 2000. Seine Diskografie als Sideman umfasst mehr als hundert Alben.

## Diskografie
- 1989: Aquarel Carioca: Aquarela Carioca
- 1991: Aquarel Carioca: Contos
- 1993: Marcos Suzano und Lenine: Olho de Peixe
- 1996: Ney Matograsso: As Aparências Enganam
- 1996: Sambatown mit Carlos Malta, Alex Meirelles, Paulo Moura, Eduardo Neves
- 2000: Flash